# Championnat d'Écosse de football 1928-1929
Navigation
Édition précédente Édition suivante
La 39e édition du championnat d'Écosse de football est remportée par les Rangers FC. C’est le dix-septième titre de champion du club de Glasgow, le troisième consécutif. Les Rangers rattrapent ainsi leur grand rival, le Celtic FC, au nombre de victoires en championnat. Les Rangers  gagnent avec seize points d’avance sur le Celtic FC. Motherwell FC complète le podium.
Le système de promotion/relégation reste en place: descente et montée automatique, sans matchs de barrage pour les deux derniers de première division et les deux premiers de deuxième division. Dunfermline Athletic et Bo'ness FC descendent en deuxième division. Ils sont remplacés pour la saison 1928/29 par Third Lanark AC et Ayr United.
Avec 43 buts marqués en 38 matchs, Evelyn Morrison de Falkirk FC remporte pour la première fois le titre de meilleur buteur du championnat.

## Les clubs de l'édition 1928-1929
| Club                              | Ville       |
| --------------------------------- | ----------- |
| Aberdeen Football Club            | Aberdeen    |
| Airdrieonians Football Club       | Airdrie     |
| Ayr United Football Club          | Ayr         |
| Celtic Football Club              | Glasgow     |
| Clyde Football Club               | Glasgow     |
| Cowdenbeath Football Club         | Cowdenbeath |
| Dundee Football Club              | Dundee      |
| Falkirk Football Club             | Falkirk     |
| Hamilton Academical Football Club | Hamilton    |
| Heart of Midlothian Football Club | Édimbourg   |
| Hibernian Football Club           | Leith       |
| Kilmarnock Football Club          | Kilmarnock  |
| Motherwell Football Club          | Motherwell  |
| Partick Thistle Football Club     | Glasgow     |
| Queen's Park Football Club        | Glasgow     |
| Raith Rovers Football Club        | Kirkcaldy   |
| Rangers Football Club             | Glasgow     |
| Saint Johnstone Football Club     | Perth       |
| Saint Mirren Football Club        | Paisley     |
| Third Lanark Athletic Club        | Glasgow     |

## Compétition

### Classement
Le classement est établi sur le barème de points classique (victoire à 2 points, match nul à 1, défaite à 0).
| Rang | Équipe              | Pts | J  | G  | N  | P  | Bp  | Bc  | Diff |
| ---- | ------------------- | --- | -- | -- | -- | -- | --- | --- | ---- |
| 1    | Rangers FC T C      | 67  | 38 | 30 | 7  | 1  | 107 | 32  | +75  |
| 2    | Celtic FC           | 51  | 38 | 22 | 7  | 9  | 67  | 44  | +23  |
| 3    | Motherwell FC       | 50  | 38 | 20 | 10 | 8  | 85  | 66  | +19  |
| 4    | Heart of Midlothian | 47  | 38 | 19 | 9  | 10 | 91  | 57  | +34  |
| 5    | Queen's Park FC     | 43  | 38 | 18 | 7  | 13 | 100 | 69  | +31  |
| 6    | Partick Thistle FC  | 41  | 38 | 17 | 7  | 14 | 91  | 70  | +21  |
| 7    | Aberdeen FC         | 40  | 38 | 16 | 8  | 14 | 81  | 68  | +13  |
| 8    | Saint Mirren        | 40  | 38 | 16 | 8  | 14 | 78  | 75  | +3   |
| 9    | Saint Johnstone     | 38  | 38 | 14 | 10 | 14 | 57  | 70  | -13  |
| 10   | Kilmarnock FC       | 36  | 38 | 14 | 8  | 16 | 79  | 74  | +5   |
| 11   | Falkirk FC          | 36  | 38 | 14 | 8  | 16 | 68  | 86  | -18  |
| 12   | Hamilton Academical | 35  | 38 | 13 | 9  | 16 | 58  | 83  | -25  |
| 13   | Cowdenbeath FC      | 33  | 38 | 14 | 5  | 19 | 55  | 69  | -14  |
| 14   | Hibernian FC        | 32  | 38 | 13 | 6  | 19 | 54  | 62  | -8   |
| 15   | Airdrieonians       | 31  | 38 | 12 | 7  | 19 | 56  | 65  | -9   |
| 16   | Ayr United P        | 31  | 38 | 12 | 7  | 19 | 65  | 84  | -19  |
| 17   | Clyde FC            | 30  | 38 | 12 | 6  | 20 | 47  | 71  | -24  |
| 18   | Dundee FC           | 29  | 38 | 9  | 11 | 18 | 59  | 59  | 0    |
| 19   | Third Lanark AC P   | 26  | 38 | 10 | 6  | 22 | 71  | 102 | -31  |
| 20   | Raith Rovers        | 24  | 38 | 9  | 6  | 23 | 52  | 105 | -53  |

| Légende : Qualifications et relégations | Légende : Qualifications et relégations                           |
| --------------------------------------- | ----------------------------------------------------------------- |
|                                         | Champion d'Écosse                                                 |
|                                         | Relégation en deuxième division                                   |
|                                         | T : Tenant du titre C : Vainqueur de la Coupe d'Écosse P : Promus |

## Bilan de la saison
| Tableau d'Honneur                |               |
| Compétition                      | Vainqueur     |
| Championnat d'Écosse de football | Rangers FC    |
| Coupe d'Écosse de football       | Kilmarnock FC |

| Promotions et relégations |                               |
| Promus                    | Dundee United Greenock Morton |
| Relégués                  | Third Lanark AC Raith Rovers  |

## Statistiques

### Meilleur buteur
1. Evelyn Morrison, Falkirk FC, 43 buts